# باشگاه فوتبال ملی حفاری اهواز
 باشگاه فوتبال ملی حفاری ایران  یک باشگاه فوتبال در شهر اهواز است.
این تیم در فصل ۱۱–۲۰۱۰ در لیگ دسته سوم فوتبال ایران شرکت کرده و با قرار گرفتن در جایگاه اول گروه دوم مسابقات به لیگ دسته دوم فوتبال ایران صعود کرد. در فصل ۱۲–۲۰۱۱ تیم حفاری با قرار گرفتن در رتبه دوم گروه اول مسابقات به لیگ آزادگان راه یافت.

## عملکرد
| فصل     | لیگ                | رتبه            | جام حذفی         | توضیحات |
| ------- | ------------------ | --------------- | ---------------- | ------- |
| ۱۱–۲۰۱۰ | دسته سوم           | اول / گروه ۲    | حضور نداشته      | صعود    |
| ۱۲–۲۰۱۱ | دسته سوم           | دوم / گروه ۱    | مرحله سوم        | صعود    |
| ۱۳–۲۰۱۲ | لیگ آزادگان        | یازدهم / گروه ۲ | یک شانزدهم نهایی | سقوط    |
| ۱۴–۲۰۱۳ | لیگ دسته دوم ایران |                 |                  |         |